# Équipe d'Argentine de football à la Copa América 1991
L'équipe d'Argentine de football participe à sa 32e Copa América lors de l'édition 1991 qui s'est déroulé au Chili du 6 au 21 juillet 1991.

## Résultats

### Premier tour

#### Groupe A
| Classement final |           |     |   |   |   |   |    |    |      |
|                  | Équipe    | Pts | J | G | N | P | BP | BC | Diff |
| 1                | Argentine | 8   | 4 | 4 | 0 | 0 | 11 | 3  | +8   |
| 2                | Chili     | 6   | 4 | 3 | 0 | 1 | 10 | 3  | +7   |
| 3                | Paraguay  | 4   | 4 | 2 | 0 | 2 | 7  | 8  | -1   |
| 4                | Pérou     | 2   | 4 | 1 | 0 | 3 | 9  | 9  | 0    |
| 5                | Venezuela | 0   | 4 | 0 | 0 | 4 | 1  | 15 | -14  |

| 8 juillet  | Argentine | 3 | 0 | Venezuela |
| 10 juillet | Argentine | 1 | 0 | Chili     |
| 12 juillet | Argentine | 4 | 1 | Paraguay  |
| 14 juillet | Argentine | 3 | 2 | Pérou     |

| 8 juillet 1991 | Argentine                                | 3 – 0   | Venezuela | Estadio Nacional (Santiago)                           |                                                       |
|                | Batistuta 28e, 50e (pen.) · Caniggia 43e | (2 - 0) |           | Spectateurs : 50 000 Arbitrage : Milton Villavicencio | Spectateurs : 50 000 Arbitrage : Milton Villavicencio |

| 10 juillet 1991 | Argentine     | 1 – 0   | Chili | Estadio Nacional (Santiago)                          |                                                      |
|                 | Batistuta 81e | (0 - 0) |       | Spectateurs : 75 000 Arbitrage : José Roberto Wright | Spectateurs : 75 000 Arbitrage : José Roberto Wright |

| 12 juillet 1991 | Argentine                                                | 4 – 1   | Paraguay    | Estadio Municipal (Concepción)                          |                                                         |
|                 | Batistuta 40e · Simeone 61e · Astrada 70e · Caniggia 81e | (1 - 0) | Cardozo 79e | Spectateurs : 40 000 Arbitrage : Ernesto Filippi Cavani | Spectateurs : 40 000 Arbitrage : Ernesto Filippi Cavani |

| 14 juillet 1991 | Argentine                                  | 3 – 2   | Pérou                            | Estadio Nacional (Santiago)                   |                                               |
|                 | Latorre 3e · Craviotto 51e · C. García 57e | (1 - 1) | A. Yáñez 35e (pen.) · Hirano 65e | Spectateurs : 80 000 Arbitrage : Oscar Ortubé | Spectateurs : 80 000 Arbitrage : Oscar Ortubé |

### Tour final
| Classement final |           |     |   |   |   |   |    |    |      |
|                  | Équipe    | Pts | J | G | N | P | BP | BC | Diff |
| 1                | Argentine | 5   | 3 | 2 | 1 | 0 | 5  | 3  | +2   |
| 2                | Brésil    | 4   | 3 | 2 | 0 | 1 | 6  | 3  | +3   |
| 3                | Chili     | 2   | 3 | 0 | 2 | 1 | 1  | 3  | -2   |
| 4                | Colombie  | 1   | 3 | 0 | 1 | 2 | 2  | 5  | -3   |

| 17 juillet | Argentine | 3 | 2 | Brésil   |
| 19 juillet | Argentine | 0 | 0 | Chili    |
| 21 juillet | Argentine | 2 | 1 | Colombie |

| 17 juillet 1991 | Argentine                                                    | 3 – 2   | Brésil                                                                    | Estadio Nacional (Santiago)                    |                                                |
|                 | Franco 1re, 39e · Batistuta 46e · Caniggia 31e · Enrique 61e | (2 - 1) | Branco 5e · João Paulo 52e · Mazinho 31e · Márcio Santos 61e · Careca 80e | Spectateurs : 50 000 Arbitrage : Carlos Maciel | Spectateurs : 50 000 Arbitrage : Carlos Maciel |

| 19 juillet 1991 | Argentine | 0 – 0   | Chili        | Estadio Nacional (Santiago)                             |                                                         |
|                 |           | (0 - 0) | P. Yáñez 41e | Spectateurs : 65 000 Arbitrage : Ernesto Filippi Cavani | Spectateurs : 65 000 Arbitrage : Ernesto Filippi Cavani |

| 21 juillet 1991 | Argentine                   | 2 – 1   | Colombie     | Estadio Nacional (Santiago)                             |                                                         |
|                 | Simeone 11e · Batistuta 19e | (2 - 0) | De Ávila 70e | Spectateurs : 50 000 Arbitrage : Juan Francisco Escobar | Spectateurs : 50 000 Arbitrage : Juan Francisco Escobar |

| Copa América 1991 - Vainqueur Argentine 13e titre |

## Effectif
Sélectionneur : Alfio Basile
| No. | Pos.      | Joueur             | Date de naissance et âge | Sélec. | Club               |
| --- | --------- | ------------------ | ------------------------ | ------ | ------------------ |
| 1   | Gardien   | Sergio Goycochea   | 17 octobre 1963          |        | Racing Club        |
| 2   | Défenseur | Sergio Vázquez     | 23 novembre 1965         |        | Ferro Carril Oeste |
| 3   | Défenseur | Carlos Enrique     | 12 décembre 1963         |        | River Plate        |
| 4   | Milieu    | Fabián Basualdo    | 26 février 1964          |        | River Plate        |
| 5   | Milieu    | Leonardo Astrada   | 6 janvier 1970           |        | River Plate        |
| 6   | Défenseur | Oscar Ruggeri      | 26 janvier 1962          |        | Vélez Sársfield    |
| 7   | Attaquant | Claudio Caniggia   | 9 janvier 1967           |        | Atalanta BC        |
| 8   | Milieu    | Darío Franco       | 17 janvier 1969          |        | Newell's Old Boys  |
| 9   | Attaquant | Gabriel Batistuta  | 1er février 1969         |        | Boca Juniors       |
| 10  | Milieu    | Diego Simeone      | 28 avril 1970            |        | Pisa Calcio        |
| 11  | Attaquant | Diego Latorre      | 4 août 1969              |        | Boca Juniors       |
| 12  | Gardien   | Alejandro Lanari   | 2 mai 1960               |        | Rosario Central    |
| 13  | Défenseur | Fernando Gamboa    | 28 octobre 1970          |        | Newell's Old Boys  |
| 14  | Défenseur | Néstor Craviotto   | 3 octobre 1963           |        | Independiente      |
| 15  | Défenseur | Ricardo Altamirano | 12 décembre 1965         |        | Independiente      |
| 16  | Attaquant | Claudio García     | 24 août 1963             |        | Racing Club        |
| 17  | Milieu    | Gustavo Zapata     | 15 octobre 1967          |        | River Plate        |
| 18  | Attaquant | Ramón Medina Bello | 29 avril 1966            |        | River Plate        |
| 19  | Attaquant | Antonio Mohamed    | 2 avril 1970             |        | Huracán            |
| 20  | Milieu    | Leonardo Rodríguez | 27 août 1966             |        | San Lorenzo        |
| 21  | Milieu    | Blas Giunta        | 6 septembre 1963         |        | Boca Juniors       |
| 22  | Gardien   | Fabián Cancelarich | 20 décembre 1965         |        | Ferro Carril Oeste |